# Neobythites andamanensis
Neobythites andamanensis är en fiskart som beskrevs av Nielsen 2002. Neobythites andamanensis ingår i släktet Neobythites och familjen Ophidiidae. Inga underarter finns listade i Catalogue of Life.